# Lucien Rens
Lucien Leo Eduard Rens (Paramaribo, 18 januari 1907 – 6 oktober 1995) was een Surinaams onderwijzer en politicus van de PSV.
Hij werd geboren als zoon van Walther Harmando Rens en Hentriette Carolina Lont. In 1922 slaagde hij voor het vierderangs onderwijsexamen en twee jaar later voor het derderangsexamen. In die periode was hij onderwijzer op een RK lagere school in Nickerie. In 1928 behaalde hij een Engelse onderwijs akte en enkele jaren later was hij onderwijzer op een RK lagere school in Paramaribo.
Rens is leraar Engels geweest en in 1953 is hij aan de Universiteit van Amsterdam cum laude gepromoveerd op het proefschrift 'The historical and social background of Surinam's Negro-English'. In 1955 werd hij bij het aantreden van het kabinet-Ferrier minister van Onderwijs en Volksontwikkeling. Een jaar later trad hij af vanwege gezondheidsredenen, vertrok hij naar Nederland en kort daarop stapte de PSV uit de coalitie.
Rens overleed in 1995 op 88-jarige leeftijd en werd begraven op het RK Kerkhof St. Urbanus in Bovenkerk.